# Крут, Джимми
Джим Эдвард Крут (англ. Jim Edward Crute) (род. 4 марта 1996 г.) — австралийский профессиональный боец смешанных единоборств, чемпион Австралии в полутяжёлом весе Hex Fight Series. В настоящее время он выступает в полутяжёлом весе UFC.

## Биография
Крут происходит из длинной линии боксеров по обеим сторонам родителей. Его родители отдали его в школу карате ещё в 4 года. Однако об ММА Джим узнал только в 12 лет. Когда ему было 19, он дебютировал на профессиональном уровне в Hex Fight Series в Мельбурне, выиграв сабмишеном в первом раунде.

## Карьера в смешанных единоборствах

### Ранняя карьера
Крут дрался исключительно в рамках Hex Fight Series в Австралии, где он выиграл титул чемпиона в полутяжелом весе и дважды защитил его. Он установил рекорд 7-0 с двумя нокаутами и двумя сабмишнами, прежде чем принять участие в турнире Dana White's Contender Series.

### Dana White's Contender Series
24 июля 2018 года Крут встретился с Крисом Бирчлером в рамках веб-шоу Dana White's Contender Series 14. Он выиграл бой техническим нокаутом в первом раунде и получил контракт с UFC.

## UFC
Крут дебютировал в промоушене 2 декабря 2018 года в поединке против Пола Крейга на UFC Fight Night 142. Он выиграл бой болевым приемом (кимура) в третьем раунде.
10 февраля 2019 года Крут встретился с Сэмом Алви на UFC 234. Он выиграл бой техническим нокаутом в первом раунде.
14 сентября 2019 года на UFC Fight Night 158 Крут встретился с Мишей Циркуновым. Он проиграл вы первом раунде удушающим приемом (перуанский галстук).
23 февраля 2020 года Крут встретился с Михалом Олексейчуком на UFC Fight Night 168. Он выиграл бой болевым приемом (кимура) в первом раунде. Эта победа принесла ему бонус «Выступление вечера».
Крут встретился с Модестасом Букаускасом 18 октября 2020 года на UFC Fight Night: Ортега vs. Корейский зомби. Он выиграл бой нокаутом в первом раунде. Эта победа также принесла ему бонус «Выступление вечера».
Бой Крута с Джонни Уокером был запланирован на 27 марта 2021 года на UFC 260. Однако в начале февраля Уокер отказался от боя, сославшись на травму грудной клетки. Впоследствии официальные лица промоушена решили снять Крута с турнира и свести его с Энтони Смитом на UFC 261 в следующем месяце. Он проиграл из-за того, что врач остановил бой перед вторым раундом после того, как Смит нанес Круту удар ногой, из-за чего он не смог продолжать бой.
В первого бою по своему новому контракту, рассчитанному на четыре боя, Крут должен был встретиться с Джамаалом Хиллом 2 октября 2021 года на UFC Fight Night 193. Однако в начале сентября бой был перенесен на 4 декабря 2021 года на турнир UFC on ESPN: Фонт vs. Алду. Крут проиграл бой нокаутом в первом раунде.
Крут встретился с Алонзо Менифилдом 12 февраля 2023 года на UFC 284. Бой завершился вничью решением большинства судей.
Затем Крут встретился с Менифилдом в реванше 8 июля 2023 года на UFC 290. Он проиграл бой удушающим приемом (гильотина) во втором раунде. После боя он объявил в своих социальных сетях, что при останавливает карьеру на неопределенный срок, чтобы избавиться от своей «нездоровой одержимости» спортом.
Встреча Крута с Марчином Прачнио запланирована на 9 февраля 2025 года на UFC 312.

## Личная жизнь
Крут работал водителем погрузчика до того, как подписал контракт с UFC.

## Статистика в смешанных единоборствах
| Боёв 19  | Побед 13 | Поражений 4 |
| -------- | -------- | ----------- |
| Нокаутом | 5        | 2           |
| Сдачей   | 5        | 2           |
| Решением | 3        | 0           |
| Ничьи    | 2        | 2           |

| Результат | Рекорд | Соперник           | Способ                           | Турнир                                      | Дата             | Раунд | Время | Место                                | Примечание                                                                              |
| --------- | ------ | ------------------ | -------------------------------- | ------------------------------------------- | ---------------- | ----- | ----- | ------------------------------------ | --------------------------------------------------------------------------------------- |
| Победа    | 13-4-2 | Марчин Прахнио     | Сдача (армбар)                   | UFC 318                                     | 19 июля 2025     | 1     | 4:42  | Новый Орлеан, Луизиана, США          |                                                                                         |
| Ничья     | 12-4-2 | Рудольфо Беллато   | Ничья (решение большинства)      | UFC 312                                     | 9 февраля 2025   | 3     | 5:00  | Сидней, Австралия                    |                                                                                         |
| Поражение | 12-4-1 | Алонзо Менифилд    | Сабмишн (гильотина)              | UFC 290                                     | 8 июля 2023      | 2     | 1:55  | Лас-Вегас, США                       |                                                                                         |
| Ничья     | 12-3-1 | Алонзо Менифилд    | Решение большинства              | UFC 284                                     | 12 февраля 2023  | 3     | 5:00  | Перт, Австралия                      | С Менифилда был снят 1 балл в третьем раунде из-за того, что он хватался за ограждение. |
| Поражение | 12-3   | Джамаал Хилл       | KO (удары)                       | UFC on ESPN: Фонт vs. Алду                  | 4 декабря 2021   | 1     | 0:48  | Лас-Вегас, США                       |                                                                                         |
| Поражение | 12-2   | Энтони Смит        | TKO (остановка врача)            | UFC 261                                     | 24 апреля 2021   | 1     | 5:00  | Джексонвилл, США                     |                                                                                         |
| Победа    | 12-1   | Модестас Букаускас | KO (удары)                       | UFC Fight Night: Ортега vs. Корейский зомби | 18 октября 2020  | 1     | 2:01  | Абу-Даби, ОАЭ                        | Выступление Ночи.                                                                       |
| Победа    | 11-1   | Михал Олексейчук   | Самбишн (кимура)                 | UFC Fight Night: Фелдер vs. Хукер           | 23 февраля 2020  | 1     | 3:29  | Окленд, Новая Зеландия               | Выступление Ночи.                                                                       |
| Поражение | 10-1   | Миша Циркунов      | Самбишн (перуанский галстук)     | UFC Fight Night: Ковбой vs. Гейджи          | 14 сентября 2019 | 1     | 3:38  | Ванкувер, Канада                     |                                                                                         |
| Победа    | 10-0   | Сэм Алви           | TKO (удары)                      | UFC 234                                     | 10 февраля 2019  | 1     | 2:49  | Мельбурн, Австралия                  |                                                                                         |
| Победа    | 9-0    | Пол Крейг          | Самбишн (кимура)                 | UFC Fight Night: дос Сантос vs. Туиваса     | 2 декабря 2018   | 3     | 4:51  | Аделаида, Южная Австралия, Австралия |                                                                                         |
| Победа    | 8-0    | Крис Бирчлер       | TKO (удары)                      | Dana White’s Contender Series 14            | 24 июля 2018     | 1     | 4:23  | Лас-Вегас, США                       |                                                                                         |
| Победа    | 7-0    | Ду Хван Ким        | Решение (единогласное)           | Hex Fight Series 13                         | 23 марта 2018    | 5     | 5:00  | Мельбурн, Австралия                  | Защитил пояс чемпиона в тяжелом весе Hex Fight Series Light.                            |
| Победа    | 6-0    | Стивен Варби       | Решение (единогласное)           | Hex Fight Series 12                         | 24 ноября 2017   | 5     | 5:00  | Мельбурн, Австралия                  | Защитил пояс чемпиона в тяжелом весе Hex Fight Series Light.                            |
| Победа    | 5-0    | Бен Кэллахер       | Самбишн (удушение треугольником) | Hex Fight Series 9                          | 23 июня 2017     | 1     | 1:23  | Мельбурн, Австралия                  | Выиграл пояс чемпиона в тяжелом весе Hex Fight Series Light.                            |
| Победа    | 4-0    | Натан Редди        | TKO (удары)                      | Hex Fight Series 8                          | 31 марта 2017    | 1     | 4:59  | Мельбурн, Австралия                  |                                                                                         |
| Победа    | 3-0    | Мэтт Эланд         | TKO (удары и добивание локтями)  | Hex Fight Series 7                          | 2 декабря 2016   | 1     | 2:55  | Мельбурн, Австралия                  |                                                                                         |
| Победа    | 2-0    | Майк Тёрнер        | Решение (единогласное)           | Hex Fight Series 6                          | 24 июня 2016     | 3     | 5:00  | Мельбурн, Австралия                  |                                                                                         |
| Победа    | 1-0    | Бен Кэллахер       | Самбишн (рычаг локтя)            | Hex Fight Series 5                          | 20 февраля 2016  | 1     | 4:01  | Мельбурн, Австралия                  | Дебют в тяжелом весе.                                                                   |